# Groupement d'intérêt scientifique
Pour les articles homonymes, voir Groupement et GIS.
Le groupement d'intérêt scientifique (GIS) (parfois aussi nommé « contrats de programme de recherche » ou CPR) est en France une entité et un système de fonctionnement imaginés et mis en œuvre notamment par le CNRS.
Il peut parfois s'agir d'un partenariat public-privé (PPP). 

Un GIS n'est pas, pour le CNRS, une structure opérationnelle de recherche. 

Un GIS est matérialisé par une convention constitutive dont le préambule décrit le cadre scientifique de ce GIS, les raisons et motifs qui ont conduit les partenaires à collaborer et leurs compétences et expériences respectives.
Dans le préambule ou dans les articles, les  études, domaines, résultats, savoir-faire, programmes évoqués ou prévus… doivent être décrits de manière à éviter toute ambiguïté, surtout si des partenaires non scientifiques sont associés dans le GIS.
En moyenne, les GIS (selon le CNRS, dans sa note de cadrage no 963345SJUR) sont prévus pour durer environ 4 ans. Le contrat pouvant être prolongé par un avenant signé par les parties, plutôt que par tacite reconduction.

## Objectifs
- Fédérer autour d'un projet commun de recherche, des compétences scientifiques et des moyens sur un thème donné, pour une durée décidée par les parties (et non de deux ou quatre ans obligatoirement pour les GDR)
- Rendre visible une collaboration ou synergie entre parties partenaires, éventuellement pour plus facilement bénéficier d'un financement commun.
- Souplesse et rapidité de réaction ou de projet (le GIS n'est pas décidé ni évalué par une instance nationale, mais par lui-même en quelque sorte. Il ne bénéficie pas en revanche des mêmes garanties scientifiques que le Groupement de recherche (GDR), ce pourquoi le CNRS recommande que son contenu scientifique soit élaboré avec attention.)
- Le cas échéant, objectif de constituer une organisation apprenante appuyée sur une gestion des connaissances plus collaborative ou synergique, par exemple dans le cadre d'un pôle de compétence scientifique.

## Aspects juridiques
Le GIS est dépourvu de personnalité juridique ; il vise à formaliser une simple pratique contractuelle sans référence à un texte légal et réglementaire.

Il a été institué par une note (no 963345SJUR) (du secrétariat général du CNRS).
Le document fondateur (convention) doit décrire précisément les parties (statut, adresse ou siège social…).
Ce sont les personnes morales qui s'engagent juridiquement (par exemple un ministère n'est pas lui-même partie à un contrat, mais y représente l'État. Une unité du CNRS ne contracte pas en son nom mais au nom du CNRS).
Une rubrique définit les modes de gestion du GIS. Ce dernier n'ayant pas de personnalité juridique, le CNRS recommande qu'il désigne un mandataire commun aux parties qui assurera la gestion des moyens du groupement. Habituellement, chaque membre gère directement ses moyens propres, même s'ils sont mobilisés pour le fonctionnement et le travail du GIS.
Une rubrique définit l'objet de la coopération, c'est-à-dire les missions confiées au GIS, avec un éventuel renvoi à une « annexe technique » ou scientifique plus complète, intégrée dans la convention.
Une rubrique définit les modes de diffusion des résultats du travail commun du GIS, mais aussi la propriété et la valorisation de ces résultats, et d'éventuelles clauses de secret ou confidentialité, avec le chargé de mission aux relations industrielles du CNRS si un projet industriel est en jeu. 
- Chaque partie « garde la propriété des logiciels, résultats et inventions obtenus préalablement à la convention ou qui découlent de travaux menés indépendamment du GIS ».
- Tout « savoir-faire » acquis au cours des travaux du GIS, ou droits de propriété intellectuelle issus de l'activité du GIS fait l'objet d'un régime de propriété et de valorisation décrit de manière détaillée (il peut s'agir de droits très restrictifs ou de licences partagées).
- Le CNRS insiste dans sa note sur le fait que ses intérêts et ceux de ses agents doivent être valorisés par un intéressement à l'exploitation industrielle s'il y en a un.

Les éventuels nouveaux partenaires sont intégrés dans le GIS après accord unanime des parties, avec avenant à la convention. Un partenaire peut s'en retirer, après un préavis de six mois, qui peut être introduit dans la convention. Selon les cas, un désengagement n'exclut pas qu'une partie doive remplir certaines obligations contractualisées (ex. : respect du secret, travail commun jusqu'au terme de l'exercice budgétaire en cours). Une possible résiliation pour des motifs sérieux (ex. : inexécution des obligations) est souvent précisée dans une clause particulière, de même que les modalités de résolution d'éventuels conflits concernant l'interprétation ou l'exécution du contrat, la résolution amiable étant souvent privilégiée, avec saisine par le conseil de gestion puis devant les juridictions compétentes si le conflit persiste.

## Construction d'un GIS
Le CNRS, sur la base de son expérience, recommande en première étape de vérifier qu'un projet de GIS réponde bien « à la demande formulée par les scientifiques » et que les intérêts du CNRS soient bien préservés (Le GIS, est un contrat de recherche qui est au sein du CNRS soumis aux règles générales de conclusion des contrats (son objet, sa durée, son budget et les principes et modes de valorisation des résultats et publications doivent être précisés par des clauses claires). 

Le nom du GIS traduira le caractère particulier que les parties veulent lui conférer. 
Au sein du CNRS, les départements scientifiques intéressés doivent être consultés par les délégués régionaux sur tout projet de GIS et la convention négociée leur sera soumise avant signature.
La convention ou ses annexes contiennent : 
- une description du programme de recherche, accompagné le cas échéant d'un état de la question concernant le domaine scientifique traité ;
- une liste des laboratoires et/ou équipes associées dans le GIS ;
- un état financier précisant les apports respectifs des parties.

Le GIS peut se traduire par une forme juridique qui est un contrat de coopération scientifique, mais non un GDR (qui est une structure opérationnelle de recherche, placés sous l'autorité directe du Comité national de la recherche scientifique), ni un groupement d'intérêt public (GIP).

## Fonctionnement
Le GIS décide de ses modalités d'organisation, mais le CNRS recommande d'appuyer son fonctionnement sur : 
- un conseil de gestion, « comité de direction » ou « conseil de groupement »… qui représente les parties et délibère sur toute question relative à l'activité du GIS (programmes et orientation des recherches, suites à donner, budget, application du règlement intérieur, etc.) ;
- un conseil scientifique, habituellement consultatif, et qui rassemble en général des représentants de chaque équipe et unités de recherche du GIS, et des personnalités extérieures qualifiées, ou si le GIS le souhaite, uniquement des personnes extérieures à l'activité du groupement (pour éviter que ce conseil soit juge et partie). Ce conseil éclaire ou guide et/ou évalue le groupement pour ses plans, programmes et activités ;
- un directeur du GIS est désigné par les membres du GIS (avec des fonctions différentes de celles d'un directeur de SOR en terme scientifique et administratif, précisées par la convention ou une lettre de mission) ;
- une évaluation de l'activité du GIS est recommandée par le CNRS. Elle peut être faite par un tiers extérieur ou par les instances compétentes de chacun des partenaires ou par le conseil scientifique du GIS si les compétences de ses membres le permet avec les garanties requises.

## Avantages et inconvénients
Inconvénients : le GIS n'ayant pas de personnalité morale, il n'a pas d'autonomie financière ni juridique lui permettant de gérer des moyens, exécuter des travaux ou recruter du personnel, mais il est plus souple et réactif qu'un GIP, et plus facile à créer rapidement.
Avantages : le GIS en tant que cluster plus ou moins collaboratif facilite les fertilisations croisées, permet la mise en place d'outils de type Plate-forme collaborative, une veille collaborative optimisée, ou d'autres démarches partagées efficientes, efficaces et économes si toutes les parties s'impliquent et se complètent. Les nouveaux outils collaboratifs (Wikis, vidéoconférences, réalité virtuelle partagée, etc.) permettent un travail plus souple, rapide et créatif, tout en diminuant les coûts et temps de transports et de gestion administrative. Le GIS peut mutualiser ses moyens pour mettre de l'information à disposition.